# Războiul Croato-Bosniac
Războiul croato-bosniac a fost un conflict dintre Republica Bosnia și Herțegovina și auto proclamata Republica Croată Herțeg-Bosnia, sprijinită de Republica Croația care s-a desfășurat din 19 iunie 1992 - 23 februarie 1994.
Este deseori menționat ca un "război într-un război "pentru că este parte a marelui război bosniac. La început, bosniacii (musulmanii bosniaci) și croații au luptat într-o alianță împotriva Armatei Populare Iugoslave (JNA) și a Armatei Republicii Srpska (VRS). Totuși, până la sfârșitul anului 1992, tensiunile dintre bosniaci și croați au crescut. Primele incidente armate dintre aceștia au avut loc în octombrie 1992 în centrul Bosniei. Alianța militară a rămas în vigoare până la începutul anului 1993, când cooperarea dintre cele două părți s-a destrămat, iar cei doi foști aliați s-au angajat într-un conflict deschis.
Războiul croato-bosniac a escaladat în centrul Bosniei și, în curând, s-a răspândit în Herțegovina, majoritatea luptelor având loc în aceste două regiuni. Bosniacii au fost organizați în Armata Republicii Bosnia și Herțegovina (ARBiH), iar croații în Consiliul de Apărare Croat (HVO). Războiul a constat, în general, în conflicte sporadice cu numeroase acorduri semnate de încetare a focului în cursul acestuia. Cu toate acestea, nu a fost un război total între bosniaci și croați: ei au rămas aliați în alte regiuni. Mai multe planuri de pace au fost propuse de comunitatea internațională în timpul războiului, dar fiecare a eșuat. La 23 februarie 1994 s-a ajuns la un acord de încetare a focului și un acord care a încheiat toate ostilitățile a fost semnat la Washington la 18 martie 1994, moment în care HVO avea pierderi teritoriale semnificative. Acordul a dus la înființarea Federației Bosnia și Herțegovina (o grupare pre-statală din Bosnia și Herțegovina) și operațiuni comune împotriva forțelor sârbe, care au contribuit la modificarea echilibrului militar și la sfârșitul războiului bosniac.